# Roxbury Drive
Roxbury Drive è il primo album in studio della cantante e attrice statunitense Kat Graham. È stato pubblicato il 25 settembre 2015 dall'etichetta discografica indipendente SoundZoo.

## Promozione e pubblicazione
L'album è stato anticipato dalla pubblicazione di due brani estratti come singoli, entrambi accompagnati da un video musicale: 1991, pubblicato il 10 marzo 2015, e Secrets, pubblicato il 24 luglio.
Nella prima settimana del settembre 2015, la cantante annuncia la data di pubblicazione dell'album pubblicando un video sul suo profilo Instagram. L'album viene pubblicato e reso disponibile in download digitale il 25 settembre 2015.
Il 27 settembre 2015 la Graham celebra l'uscita di Roxbury Drive al Life Is Beautiful Festival 2015 di Las Vegas, esibendosi con alcune canzoni tratte dall'album.

## Lo stile e le sonorità dei brani
Roxbury Drive è un album di brani prevalentemente pop ed R&B caratterizzati da notevoli influenze anni 90 che ricordano molto lo stile musicale di artisti come Janet Jackson, Madonna, Prince, Aliyah e Babyface. Come ha affermato la stessa cantante in un'intervista con breatheheavy.com agli iHeartRadio Music Festival 2015, l'intento è quello di riportare la gente indietro nel tempo facendo rivivere la musica di questi personaggi che per lei sono stati fonte d'ispirazione per la realizzazione dell'album.

## Tracce
1. 1991 – 3:15
2. Off – 3:31
3. Now – 3:15
4. One – 3:45
5. Run Away – 4:10
6. Baby – 4:00
7. Secrets (feat. Babyface) – 3:35
8. World Is Mine – 3:21
9. Star F*cker – 3:01
10. Quit Ya – 3:30
11. Low – 3:23